# Ida-Marie Frandon
Ida-Marie Frandon (Briançon, 2 novembre 1907 - Fontainebleau, 10 janvier 1997) est une agrégée de lettres, ancienne élève de l'École normale supérieure de Sèvres. 

## Biographie
Elle est professeure des universités, spécialiste de Maurice Barrès, de la poésie du XXe siècle et de la littérature africaine d'expression française.

## Travaux
- L'Orient de Maurice Barrès : étude de genèse, Droz ; Impr. de F. Paillart), 1952 (OCLC 459729835, lire en ligne), Prix d’Académie de l’Académie française 1953 [3]
- « Assassins » et « danseurs mystiques » dans Une Enquête aux pays du Levant de Maurice Barrès, Droz, 1954 (OCLC 250517334, lire en ligne)[4]
- Autour de Germinal : la mine et les mineurs, 1955 (OCLC 1087133238, lire en ligne)
- Questions féminines, D. Desanti, I.-M. Frandon, J. Hubert de la Massue... [et. al.], préf. Henri Piéron, Paris, Publications de l'Union rationaliste , 1958
- La pensée politique d'Émile Zola, Champion, 1959 (OCLC 741995225, lire en ligne)
- Positivisme et métaphysiques dans notre littérature, L'Information littéraire , 1960
- L'Afrique, les écrivains noirs de langue française et l'Université  : À propos du Colloque de Dakar (mars 1963) et de l'Assemblée Générale de l'A.U.P.E.L.F. (Paris, avril 1963), I.F.Q.A., 1964 (OCLC 504735278, lire en ligne)
- Commedia dell'Arte et imagination poétique. In: Cahiers de l'Association internationale des études francaises, 1963, n°15. pp. 261-276.
- Un apport islamique à la littérature française contemporaine, Paris, Orient , [1963 ?][5]
- Barrès et la maîtrise de la création poétique, Communication de Mme Ida-Marie Frandon, Nancy, 1963
- CAIEF : Rapport du Secrétaire général, in Cahiers de l'Association internationale des études francaises, 1964, n°16. pp. 305-307.
- Barrès précurseur, Paris, F. Lanore, 249 p., 1983
- L'affaire et le grand secret : le secret a créé l'affaire : qui l'a su? qui l'a dit?, I.-M. Frandon, 1993 (ISBN 2-9507929-0-1 et 978-2-9507929-0-7, OCLC 31962405, lire en ligne)
- Le balcon de la liberté  : chronique des temps révolutionnaires, Fontainebleau, PRV communications, 1994
- Barrès tel qu'en lui-même : modernité et déracinement, La Pirole, 1998 (ISBN 2-9513392-0-8 et 978-2-9513392-0-0, OCLC 40779441, lire en ligne)
- Telle qu'en elle-même enfin! : recueil d'articles, conférences, causeries, inédits, La Pirole, impr. 2006 (ISBN 2-9513392-1-6 et 978-2-9513392-1-7, OCLC 470675585, lire en ligne).
- « Un Moyen Âge Arabo-Persan chez un écrivain dit nationaliste. », sur licorne.edel.univ-poitiers.fr (consulté le 11 décembre 2020)